# 大空幸星
大空 幸星（おおぞら こうき、1998年〈平成10年〉11月26日 - ）は 、日本の社会活動家、政治家。自由民主党所属の衆議院議員（1期）。
内閣官房孤独・孤立の実態把握に関する研究会構成員、こども家庭庁こども家庭審議会こどもの居場所部会委員、東京都こども未来会議委員、NPO法人あなたのいばしょ理事長などを歴任。

## 来歴
愛媛県松山市出身。 郁文館グローバル高等学校、慶應義塾大学（SFC）総合政策学部卒業。大学在学中は警察官僚である小笠原和美のゼミに入り、孤独問題対策の研究を行っていた。
2020年3月、高校生のときにあった、母親からの一言「私も死ぬからお前も死ね」という言葉に拒絶、高校の恩師に助けてもらったことをきっかけに、大学在学中に「信頼できる人に確実にアクセスできる社会の実現」と「望まない孤独のない社会の実現」を目的に、国内初の24時間365日、誰でも無料・匿名で利用可能なチャット相談窓口を運営するNPO法人「あなたのいばしょ」を設立。2024年7月時点で100万件以上の相談に対応している。世界32カ国に約1000名の 相談員を抱え、1⽇最⼤で約3000件の相談に応じる国内最⼤規模のチャット相談窓⼝。
2021年「ユーキャン新語・流行語大賞」に『Z世代』が入賞し、大空が若者を代表して受賞スピーチを行った。2023年8月、Forebes Japan「世界を変える30歳未満」選出。オールラウンドに所属し、テレビ・ラジオ等にも出演した。
2024年10月、第50回衆議院議員総選挙に自民党の公認候補者として東京15区から出馬し、小選挙区では3位で落選したが（当選者は酒井菜摘）、比例東京ブロックで初当選した。なお、大空の擁立を報じた産経新聞の記事では当初、「当選すれば史上最年少の衆議院議員となる。」と書かれていたが、大空は報道時点で、原陽子が2000年の第42回衆議院議員総選挙で当選した年齢である25歳4ヶ月を上回っており、記事は後に修正された。

## 政策・主張

### 経済・財政
- 基礎的財政収支について、財政規律より積極的な財政出動を優先すべきとしている[19]。
- 消費税について、当面は10％を維持すべきとしている[20]。

### 外交・国防
- 防衛力強化について、強化は必要だが費用は抑制すべきとしている[19]。
- 中国との向き合い方について、より強い態度で臨むべきとしている[20]。
- 核兵器について、保有すべきでないが、核共有は検討すべきとしている[20]。

### 憲法
- 憲法9条を改正し、自衛隊を明記することに賛成[19]。

### 皇室
- 女系天皇に反対[19]。

## 人物
- 「大空幸星」という名前は本名である。
- 父親が音楽関係の仕事をしていたため、家にはレコードや書籍がたくさんあり、吉田拓郎やYMOなど、大空の世代からいえば、古い音楽に興味を持った。自身の｢死ぬまで手放さない一冊｣は、レイモンド・ブリッグズ著『さむがりやのサンタ』と、吉田拓郎の初の著書『気ままな絵日記』で、中学1年で上京した際に東京に持ってきた2冊という。また、動物が好きで、小学6年生の時には近所のスーパーで雑種のうさぎを見つけ、ハープと名付け、以後、飼っている[要出典]。

### 孤独対策

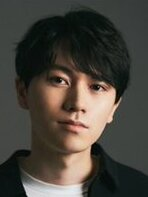
内閣府孤独・孤立対策推進室より公表された肖像

慶應義塾（SFC）大学3年生だった2020年3月、24時間365日対応の匿名チャット相談窓口「あなたのいばしょ」を設立。新型コロナウイルス禍で相談件数は日増しに増え、窓口はほどなく逼迫（ひっぱく）状態になる。「相談窓口という対症療法ではなく、根本的な要因にアプローチする『予防』が必要だ」と考えるようになり、「孤独対策」という政策概念を英国の取り組みにヒントを得て構想。
相談窓口の現場で日々起こる社会問題を反映し、孤独・孤立対策担当大臣の設置や具体的対策を求める提言書を作成。加藤勝信内閣官房長官（当時）に直接手渡す機会を得た。
大空による様々な提言を受け、国会や与野党関係者が動いた。2021年1月の衆議院本会議にて菅義偉内閣総理大臣（当時）が「『望まない孤独』」に取り組んでいくと表明。政府は2021年2月、「孤独・孤立対策担当大臣」と「孤独・孤立対策担当室」を内閣官房に新設。孤独・孤独・孤立対策推進法は2023年5月に成立した。

### 役職歴
- 内閣府孤独・孤立対策推進室「孤独・孤立対策におけるサポーター養成のカリキュラム作成等に係る調査等業務」検討会委員
- 内閣府高齢社会対策大綱の策定のための検討会 構成員
- 外務省「在外邦人の孤独・孤立の実態把握のための調査」検討会に係る有識者委員
- 東京都こども未来会議委員[24]

## 受賞歴
- 2021年 - SFC STUDENT AWARD
- 2023年8月 Forebes Japan 「世界を変える30歳未満」

## 出演

### テレビ
- 堀潤モーニングFLAG（TOKYO MX）
  - 月曜レギュラー
- Mr.サンデー（フジテレビ）
  - 月1レギュラー
- めざまし8（フジテレビ）
  - 火曜隔週レギュラー
- 報道ランナー → newsランナー（関西テレビ）
  - 不定期出演
- 日曜討論（NHK総合）
  - 不定期出演
- おはよう日本（NHK総合）
  - 不定期出演
- ひめポン!（NHK総合・NHK松山放送局）
- 情報ライブ ミヤネ屋（読売テレビ）
- 真相報道 バンキシャ!（日本テレビ）
- そこまで言って委員会NP（読売テレビ）
- 世界一受けたい授業（日本テレビ）
- 羽鳥慎一モーニングショー（テレビ朝日）
- 朝まで生テレビ!（テレビ朝日）
- とくダネ!（フジテレビ）
- 日曜報道 THE PRIME（フジテレビ）
- モーニングCROSS（TOKYO MX）
- ひるおび!（TBS）
- news23（TBS）
- 報道特集（TBS）
- TBS NEWS（TBS）
- MBS NEWS（MBS）
- ANN NEWS（テレビ朝日）
- 25歳～情熱の起点（テレビ朝日）
- バトンタッチ SDGsはじめてます（BS朝日）
- 報道ライブ INsideOUT（BS11）
- TVシンポジウム「コロナ禍孤独・孤立のない社会をつくる」2022年1月29日 NHKEテレ1
- かんさい情報ネットten. （読売テレビ）
  - 不定期

### ラジオ
- 大空幸星のレコメン！リアルボイス（文化放送）
  - 毎週木曜
- 明日への扉〜いのちのラジオ〜（ラジオ大阪）
  - 不定期出演
- 健やかインフォメーション（ラジオ大阪）
- 大竹まことゴールデンラジオ!（文化放送）
- 斉藤一美 ニュースワイドSAKIDORI!（文化放送）
- くにまるジャパン 極（文化放送）
- あなたとハッピー!（ニッポン放送）
- アシタノカレッジ(TBSラジオ)

### ネット
- ABEMA Prime（ABEMA）
  - MC

## 選挙歴
| 当落 | 選挙                   | 執行日         | 年齢 | 選挙区       | 政党       | 得票数    | 得票率 | 定数 | 得票順位 /候補者数 | 政党内比例順位 /政党当選者数 |
| ---- | ---------------------- | -------------- | ---- | ------------ | ---------- | --------- | ------ | ---- | ------------------ | ---------------------------- |
| 比当 | 第50回衆議院議員総選挙 | 2024年10月27日 | 25   | 東京都第15区 | 自由民主党 | 6万2771票 | 25.86% | 1    | 3/5                | 4/5                          |

## 著書
単著
- 『望まない孤独』扶桑社新書、2022年。ISBN 978-4594090494。
- 『「死んでもいいけど死んじゃダメ」と僕が言い続ける理由　あなたのいばしょは必ずあるから』河出書房新社、2022年。ISBN 978-4-309-61743-5。